# Закон України «Про засудження та заборону пропаганди російської імперської політики в Україні і деколонізацію топонімії»
Закон України «Про засудження та заборону пропаганди російської імперської політики в Україні і деколонізацію топонімії» — закон, ухвалений Верховною Радою України 21 березня 2023 року. Закон надав правову рамку для процесу деколонізації в Україні, який було розпочато після російського вторгнення в Україну 2022 року.
Закон ухвалений 248 голосами народних депутатів.

## Історія прийняття
Деколонізація в Україні розпочалася з розпадом СРСР, проте апогей процесу деколонізації стався вже після початку російського вторгнення в Україну 2022 року. У містах і селах зносили російські пам'ятники. Під деколонізацію підпадали також і назви вулиць, пов’язані з Російською Федерацією. Зміни відбулися у Львові, Дніпрі, Києві та Харкові. У свою чергу, Івано-Франківськ став першим містом в Україні, яке повністю звільнилося від російських топонімів.
5 квітня 2022 року у Верховній Раді зареєстрували проєкт закону про внесення змін до Закону України «Про географічні назви» щодо деколонізації топонімії та впорядкування використання географічних назв у населених пунктах України №7253. 18 квітня 2022 року Комітет Верховної Ради України з питань організації державної влади, місцевого самоврядування, регіонального розвитку та містобудування рекомендував парламенту проголосувати за основу цей законопроєкт, адже його прийняття мало б прискорити дерадянізацію і деросіянізацію України.
21 квітня 2022 року секретар РНБО України Олексій Данілов заявив, що тотальна дерусифікація бізнесу, політики та багатьох сфер українського життя неминуча: «у нас тут не залишиться нічого російського».
14 березня 2023 року низка громадських організацій підписали відкрите звернення, в якому закликали Верховну Раду України ухвалити узгоджений на рівні парламенту закон про деколонізацію.
21 березня 2023 року Верховна Рада України ухвалила Закон України «Про засудження та заборону пропаганди російської імперської політики в Україні і деколонізацію топонімії».
21 квітня 2023 року Президент України Володимир Зеленський підписав закон про деколонізацію.
27 липня 2023 року Закон України «Про засудження та заборону пропаганди російської імперської політики в Україні і деколонізацію топонімії» набув чинності.
20 листопада 2023 року Український інститут національної пам'яті підготував збірник матеріалів, рекомендацій та документів щодо виконання вимог Закону України «Про засудження та заборону пропаганди російської імперської політики в Україні і деколонізацію топонімії».

## Зміст
Закон складається з 8 статей, у тому числі:
1. Сфера дії Закону
2. Визначення термінів
3. Засудження російської імперської політики
4. Заборона пропаганди російської імперської політики
5. Заборона використання та пропаганди символіки російської імперської політики
6. Забезпечення умов для проведення досліджень та здійснення заходів з увічнення пам’яті про боротьбу проти російської імперської політики
7. Відповідальність за порушення законодавства про заборону виготовлення, поширення, а також публічного використання символіки російської імперської політики
8. Прикінцеві та перехідні положення.

## Основні положення
У Законі України «Про засудження та заборону пропаганди російської імперської політики в Україні і деколонізацію топонімії» виписані значення термінів, наприклад таких, як «пропаганда російської імперської політики», та визначена відповідальність за порушення законодавства про заборону виготовлення, поширення, а також публічного використання символіки російської імперської політики:
- закон торкається сфер публічного простору, топоніміки, назв юридичних осіб, пам'ятників і пам'ятних знаків і знаків для товарів і послуг;
- визнає злочинною та засуджує російську імперську політику;
- забороняє пропаганду символіки російської імперської політики (крім прописаних у законі винятків), визначає порядок ліквідації такої символіки з публічного простору.
- забороняє присвоєння назв, які глорифікують, увічнюють, пропагують або містять символіку російської імперської політики та сучасної РФ як держави-агресорки, географічним об'єктам, юридичним особам та об'єктам права власності.

### Терміни й суб'єкти ухвалення рішень
Про перейменування топонімів у межах населених пунктів та демонтаж памʼятників і памʼятних знаків, які не підпадають під дію памʼяткоохоронного законодавства:
- 27 липня 2023 — 27 січня 2024: Органи місцевого самоврядування населених пунктів (сільські, селищні, міські ради або військово-цивільні адміністрації).

Якщо на цьому етапі рішення не ухвалено, повноваження отримують:
- 27 січня — 27 квітня 2024: Сільські, селищні, міські голови або особи, які здійснюють іхні повноваження;

- 27 квітня — 27 липня 2024: Голови обласних державних адміністрацій або особи, які здійснюють їхні повноваження.

Рішення про перейменування населених пунктів ухвалює Верховна Рада України:
- 27 липня 2023 — 27 січня 2024: Місцева влада повинна подати до Верховної Ради України свої пропозиції;

- 27 липня 2023 — 27 січня 2024: Кабінет Міністрів України повинен провести консультації з представниками корінних народів і подати пропозиції щодо перейменування назв у Криму.

Під час перейменування топонімів необхідно враховувати закони «Про присвоєння юридичним особам та об'єктам права власності імен (псевдонімів) фізичних осіб, ювілейних та святкових дат, назв і дат історичних подій», «Про географічні назви». Рішення мають ухвалюватися з урахуванням пропозицій науковців, думки громади, рекомендацій Українського інституту національної пам'яті.
Якщо памʼятний знак має памʼяткоохоронний статус, необхідно дотримуватися процедур, передбачених законодавством про охорону культурної спадщини:
- щодо памʼяток місцевого значення — рішення ухвалює Міністерство культури та інформаційної політики України за поданням органів охорони культурної спадщини, Українського товариства охорони памʼяток історії та культури, інших громадських організацій, до статутних завдань яких належать питання охорони культурної спадщини. Термін: один місяць із дня одержання подання.
- щодо памʼяток національного значення — Кабінет Міністрів України за поданням Українського інституту національної пам'яті. Термін: один рік із дня одержання подання;

До 27 липня 2023 року Кабінет Міністрів України за поданням Українського товариства охорони памʼяток історії та культури переглядає статус памʼятників та памʼятних знаків, які є об'єктами культурної спадщини та містять символіку російської імперської політики. Якщо заборонену символіку містить лише якийсь елемент, а не увесь памʼятний знак — усунути потрібно лише такий елемент.
Юридичні особи, політичні партії, обʼєднання громадян повинні усунути заборонену символіку з установчих документів, назв, власної символіки до 27 серпня 2023 року. Власники знаків для товарів і послуг, які містять символіку російської імперської політики, зобовʼязані привести такі знаки у відповідність із законом до 27 жовтня 2023 року. Юридичні особи звільняються від сплати адмінзбору під час держреєстрації змін до установчих документів, повʼязаних із виконанням закону про деколонізацію. Діяльність тих, хто не виконає вимоги закону, може бути заборонена.

### Винятки
- постаті, які поряд із тим, що займали керівні посади в російських державних утвореннях від Московського царства до сучасної Російської Федерації чи сприяли її політиці, водночас захищали політичні, економічні, культурні права українського народу, розвивали українську національну державність, науку, культуру, проте цей виняток не поширюється на працівників радянських органів держбезпеки;
- памʼятні знаки, повʼязані з опором і вигнанням нацистів з України;
- топоніми або назви на честь найменувань російських міст та інших географічних, історичних та культурних об'єктів Російської Федерації, якщо вони повʼязані з захистом прав чи розвитком українського народу або з культурою поневолених народів Російської Федерації;
- символіка, у тому числі памʼятні знаки, тільки тому, що була встановлена в часи СРСР чи Російської імперії та назви, що лише співзвучні з іменами чи об'єктами, на які поширюються передбачені законом обмеження;
- не поширюється заборона на об'єкти всесвітньої спадщини, національні музейний, архівний та бібліотечні фонди, намогильні споруди на території місць поховань, місць почесного поховання на кладовищах, нагороди, отримані до вступу в дію закону про деколонізацію, оригінали бойових знамен, крім символіки сучасного російського воєнного вторгнення в Україну, об'єкти антикварної торгівлі, приватні колекції та приватні архівні зібрання, документи;
- якщо використання символіки російської імперської політики не призводить до її глорифікації чи виправдання, то вона може бути присутня у: музейних експозиціях, тематичних виставках, наукових працях, творах мистецтва, реконструкціях історичних подій, атласах, картах, путівниках, навчальних матеріалах, інформаційних продуктах.